# Suzanne Vega (album)
Suzanne Vega je první studiové album americké zpěvačky Suzanne Vega. Vydáno bylo v květnu roku 1985 společností A&M Records. Nahráno bylo od ledna do března toho roku v newyorském studiu Celestial Sound Studios a jeho producenty byli Steve Addabbo a Lenny Kaye (koproducentem byl Steven Miller). V hitparádě Billboard 200 se umístilo na 91. příčce.

## Seznam skladeb
Autorkou všech skladeb je Suzanne Vega.
1. „Cracking“ – 2:49
2. „Freeze Tag“ – 2:36
3. „Marlene on the Wall“ – 3:40
4. „Small Blue Thing“ – 3:54
5. „Straight Lines“ – 3:49
6. „Undertow“ – 3:26
7. „Some Journey“ – 3:38
8. „The Queen and the Soldier“ – 4:48
9. „Knight Moves“ – 3:36
10. „Neighborhood Girls“ – 3:21

## Obsazení
- Suzanne Vega – zpěv, kytara
- Steve Addabbo – doprovodné vokály, synclavier, kytara
- Darol Anger – elektrické housle
- Frank Christian – kytara
- Paul Dugan – baskytara
- Sue Evans – bicí, perkuse
- Johnny Gordon – kytara
- Peter Gordon – aranžmá
- Frank Gravis – baskytara
- Shem Guibbory – housle
- Mark Isham – syntezátor
- John Mahoney – synclavier
- Maxine Neuman – violoncello
- C. P. Roth – syntezátor, klavír, varhany
- Roger Squitero – perkuse